# Acrocheilus alutaceus
Acrocheilus alutaceus är en fiskart som beskrevs av Agassiz och Pickering, 1855. Acrocheilus alutaceus ingår i släktet Acrocheilus och familjen karpfiskar. Inga underarter finns listade i Catalogue of Life.